# Хай Цзы
Хай Цзы (кит. упр. 海子, пиньинь Hǎi Zi; настоящее имя —  Чжа Хайшэн, кит. упр. 查海生, пиньинь Zhā Hǎishēng; 24 марта 1964, Хуайнин, провинция Аньхой — 26 марта 1989 г., Район Шаньхайгуань, провинция Хэбэй) — один из самых известных поэтов материкового Китая после «культурной революции». В возрасте 25 лет покончил жизнь самоубийством, бросившись под поезд.

## Биография
Чжа Хайшэн родился 19 февраля 1964 года в крестьянской семье в уезде Хуайнин провинции Аньхой, где с 4 лет посещал сельскую школу. Все детство он провёл в сельской местности, в то время как всю страну охватила «культурная революция».
В 1979 году в возрасте 15 лет он поступает в Пекинский государственный университет на юридический факультет. Во время учёбы в университете он увлекается философией, гносеологией и западной литературой, начиная от Данте Алигьери до Фридриха Гёльдерлина. В начале 1980-х Чжа Хайшэн начинает писать первые стихотворения и берёт псевдоним Хай Цзы.
После окончания Пекинского университета в 1983 году Хай Цзы устраивается на работу редактором журнала при Китайском университете политологии и права. Здесь же Хай Цзы создаёт поэтический кружок под названием «Звёздная пыль», участниками которого были молодые писатели, вместе исследовали и обсуждали волнующие их темы, устраивали собрания и издавали альманах.
За выдающиеся достижения в поэзии Хай Цзы в 1986 году был отмечен особой премией поэтического конкурса в рамках Первого фестиваля искусств Пекинского университета. 1988 году получил поощрительную премию журнала «十月» («Октябрь».)
Руководство университета направляет поэта в свой филиал в Чанпине для продолжения профессиональной и творческой деятельности. В Чанпине, помимо редакторской работы, Хай Цзы читал курс лекций по философии. Здесь же он знакомится со своей первой любовью — Лань Бовань, которая училась в том же университете политологии и права. Однако вскоре они расстались, так как родители Лань Бовань возражали против того, чтобы их единственная дочь встречалась с нищим поэтом из деревни. Расставание с любимой привело к творческому кризису и затяжной депрессии. Стихотворения, написанные Хай Цзы в этот период наполнены чувством печали, разочарования и тоски.
Важное место в жизни поэта начинает играть буддизм и как религия, и как философия. В произведениях Хай Цзы присутствуют буддийские персонажи, а тема смерти в его творчестве находит религиозное истолкование. В 1986 г. Хай Цзы едет в Тибет, чтобы познакомиться с его культурой и найти сюжет для своей будущей драмы «Солнце». Вернувшись из Тибета в Чанпин, он продолжает работу над драмой. Однако работать становится все сложнее из-за болезни, которая сопровождалась сильнейшими головными болями. 26 апреля 1989 г. после очередного приступа Хай Цзы покончил жизнь самоубийством, бросившись под поезд.

## Наследие
Для китайского общества 80-х годов прошлого века творчество Хай Цзы не соответствовало духу времени. Поэт не раз подвергался критике его за оторванность от жизни и отсутствие стихов, воспевающих социалистические ценности. Власти считали, что он обожествляет природу, в то время как её нужно преобразовывать.
При жизни поэт не получил признания читателей, но слава пришла к нему уже после смерти, когда его произведения стали широко печататься и в Китае, и за рубежом. Поэтическое наследие Хай Цзы – это около двухсот поэтических произведений, которые уже стали классикой китайского поэтического модернизма.
Хай Цзы относился к представителям т.н. туманных поэтов, которые в поисках художественных образов и литературных форм прибегали к аллегориям и другим приёмам. Множество иносказаний, внешняя загадочность, эксперименты с рифмой и размером - все это и дало название этому течению в современной китайской поэзии: «туманная», а адептов этого направления называли «туманными поэтами».
Творчество Хай Цзы представляет собой яркое выражение преемственности традиционной китайской поэтической концепции в сочетании с современными идеями постмодернизма. В его произведениях звучат характерные для китайской поэзии темы любви, родины, смерти, а также пейзажная и философская лирика. Ведущей в творчестве Хай Цзы является тема деревни. Хай Цзы любит деревню, потому что там он родился и провёл детство. Поэт ощущает себя частью природы, а деревня в его стихах предстаёт белой лодкой или прекрасной сестрой:
…В деревне живут

Мать и сын.

Сын потихоньку вырос,

Мать потихоньку смотрела

Пух камышовый бурьяном.

Деревня — это белая лодка,

Мою сестрёнку зовут камыш,

Моя сестрёнка очень красива…
Деревенская тема, любовь к природе роднит Хай Цзы с русским поэтом Сергеем Есениным. Сам Хай Цзы написал цикл стихотворений «Поэт Есенин», в котором сам прямо называет себя «китайским Есениным», что стало популярным штампом в работах, посвящённых личности поэта:
Земля — та женщина, что я любил всегда

И после смерти!

Прекрасна — ты

Отвратен — я

Умерший вновь

Поэт Есенин…

## Посмертная слава
Долгое время поэзия Хай Цзы была неизвестна миру, но именно его поэзия стала прорывом в истории новой китайской литературы 80-х годов XX века.
28 апреля 2001 года творчество Хай Цзы было отмечено высшей литературной наградой Китая - поэтической премией журнала «Народная литература».
Его стихи включены в 20 различных поэтических сборников, а также входят в университетские курсы «Избранных произведений современной китайской литературы».
В 2001 году его стихотворение «У моря в цветении весны» вошло в школьные учебники. Издательство «Чжунго шуцзи» при издании книги «60 стихотворений, которые необходимо прочитать за свою жизнь» включило в неё поэзию Хай Цзы.
Сборники Хай Цзы издаются в Китае огромными тиражами, у поэта появилось множество подражателей, ежегодно в день годовщины смерти Хай Цзы во многих китайских университетах проходят памятные мероприятия. Рядом с домом родителей открыт его музей.

## Работы

### Короткие стихотворения
Короткие стихотворения Хай Цзы являются самыми популярными из его работ и уже стали классикой китайской литературы XX века.
- Азиатская медь ("亚洲铜")
- Солнце бога Ара ("阿尔的太阳")
- Четыре сестры ("四姐妹")
- На рассветном берегу океана распускаются весенние цветы ("面朝大海，春暖花开")
- Родина, или сон – это лошадь ("祖国，或以梦为马")
- Весна, десять Хай Цзы ("春天，十个海子")

### Длинные стихотворения и другие работы
- Легенда ("传说")
- Река ("河流")
- Но вода, вода ("但是水、水")
- Мессия ("弥赛亚")
- Шесть таинственных историй ("神秘故事六篇")